# Epirrhoe melanotica
Epirrhoe melanotica là một loài bướm đêm trong họ Geometridae.